# Янко Цветков
Янко Георгиев Цветков, известен и с псевдонима си Аlphadesigner е български художник, график и писател.

## Биография
Роден е на 26 април 1976 година във Варна. Когато е 13-годишен заживява в Бургас, а като 21-годишен се премества да живее в София. Завършва Нов български университет. Живее известно време в Лондон. От 2010 г. живее в Испания, пише на английски език и има публикувани книги в Германия, Франция, Русия и Италия. 
Печели световна известност с книгата си „Атлас на предразсъдъците“ – атлас с карти на континенти и света, показващи вместо имената на държави техни отличителни черти от гледна точка на определена друга държава.  Първата карта рисува по време на газовата криза в през 2009 г. 